# Dipartimento di Independencia (La Rioja)
Independencia è un dipartimento argentino, situato nella parte centro-occidentale della provincia di La Rioja, con capoluogo Patquía.
Esso confina a nord con i dipartimenti di Coronel Felipe Varela, Chilecito e Capital; ad est con il dipartimento di General Ángel Vicente Peñaloza, a sud con quello di General Juan Facundo Quiroga, e ad ovest con la provincia di San Juan.
Secondo il censimento del 2001, su un territorio di 7.120 km², la popolazione ammontava a 2.405 abitanti, con un aumento demografico del 10,63% rispetto al censimento del 1991.
Il dipartimento, come tutti i dipartimenti della provincia, è composto di un unico comune, con sede nella città di Patquía, e comprensivo di altri centri urbani (localidades o entitades intermedias vecinales in spagnolo), tra cui Amaná.